# Kék lóantilop
A kék lóantilop (Hippotragus leucophaeus) az emlősök (Mammalia) osztályának párosujjú patások (Artiodactyla) rendjébe, ezen belül a tülkösszarvúak (Bovidae) családjába és a lóantilopformák (Hippotraginae) alcsaládjába tartozó kihalt faj.

## Előfordulása
A kék lóantilop a mai Dél-afrikai Köztársaság déli partvidékén élt, a tudósítások alapján vizes pusztaságokon.

## Megjelenése
A 18. század utazói ellentmondásos tudósításokat hagytak ránk erről a fajról. Európába mindössze néhány koponya és bőr került, és összesen négy teljes preparátum létezik. Ezek marmagassága 102-106 centiméter, és a méretek alapján elmondható, hogy a kék lóantilop tömege nem haladta meg a 160 kilogrammot. A múzeumi példányok egyike sem mutat kékes árnyalatot – talán az idősebb példányok ritkuló szőrzetén átsejlő bőr vagy a fekete és sárgás szőrszálak keveredése okozhatta a színhatást.
Az antilopok többségéhez hasonlóan alsó és felső állkapcsának mindkét felén hat-hat foggal rendelkezett, amelyek elkülönültek három-három zápfogra és előzápfogra.

## Életmódja, szaporodása
A kék lóantilop mintegy húszfős csordákban élt, és főleg perjefélékkel táplálkozott. Feltehetően a többi lóantilopféléhez volt hasonló szaporodása is (ld. ott).

## A faj kihalása
A leletek tanúsága szerint a kék lóantilopok az utolsó jégkorszak végén Dél-Afrika nagy részét benépesítették, azonban a faj létszáma ismeretlen okokból – talán a szavanna elbokrosodása, a klíma felmelegedése, az ember által tenyésztett juhok megjelenése miatt – kb. 2000 éve drasztikusan lecsökkent. Az első európai, aki hírt adott a fajról, a német Peter Kolb volt 1719-ben. A faj már valószínűleg a nyugati hódítók megjelenése nélkül is a kihalt volna, de a fehér vadászok megjelenése felgyorsította a folyamatot. A svéd Carl Peter Thunberg már 1774-ben feljegyezte, hogy a populáció erősen megritkult. Martin Lichtenstein szerint 1799-ben, más híradások szerint 1800-ban pusztították el az utolsó példányt. A kék lóantilop volt az első dokumentáltan kipusztult afrikai nagyvad.
Ekkor még a tudományos gyűjtemények, múzeumok nem voltak olyan helyzetben, hogy elegendő mennyiségű trófeát, csontot, bőrt és más preparátumokat gyűjtsenek, azonban ennek ellenére négy bőr a mai napig fennmaradt: Bécsben, Leidenben, Párizsban és Stockholmban. A hajdani elterjedési területen kiásott leleteket leszámítva Amszterdamban és Glasgowban egy-egy koponyát, Uppsalában, Londonban és Fokvárosban pedig egy-egy szarvpárt őriznek.